# Шварцев, Исаак Сергеевич
Исаак Сергеевич Шварцев (род. 1949, Кишинёв, Молдавская ССР) — молдавский советский архитектор.

## Биография
В 1970 году окончил кишинёвский строительный техникум, в 1975 году — Кишинёвский политехнический институт. Работал руководителем группы в институте Кишинёвгорпроект. Участник и лауреат республиканских и всесоюзных конкурсов. Живёт в Нью-Йорке.

## Избранные проекты и постройки
- Жилой квартал по ул. Салганной в Кишинёве (включая общественно-торговый центр, 1980-е гг., премия Совета Министров СССР)
- Кинотеатр на два зала в Пловдиве, Болгария (1986)
- Мемориальный комплекс к 30-летию Ясско-Кишинёвской операции (1976, отмечен премией на Всесоюзном конкурсе архитекторов)[1]
- Гостиница по ул. Тимошенко на 924 мест в Кишинёве[2]
- Киностудия мультипликационных фильмов в Кишинёве
- Учебно-лабораторный комплекс кишинёвского дендрария
- Хозрасчётная стоматологическая поликлиника по ул. Фрунзе в Кишинёве
- Гараж фармацевтического факультета Кишинёвского медицинского института